# 云桂暗罗
云桂暗罗（学名：Polyalthia petelotii）为番荔枝科暗罗属的植物。分布在越南以及中国大陆的云南、广西等地，生长于海拔800米至1,900米的地区，多生于山地密林中以及疏林潮湿处，目前尚未由人工引种栽培。